# Санти, Александр Францевич
Граф Александр Францевич Санти (1757—1806) — русский военный деятель итальянского происхождения, премьер-майор.

## Биография
Родился в 1757 году в семье геральдиста из Пьемонта Ф. М. Санти.
Участник ряда войн на стороне Российской империи. Отличился при осаде Очакова, участвовал в осаде Килии, затем Измаила, был тяжело ранен картечью в правое бедро. В 1794 году отличился при взятии Бреста, был награждён чином бригадира и имением в Минской губернии.
Участник Голландской экспедиции 1799 года, был год в плену у французов. По прибытии в Россию вышел в отставку и жил в Москве. Скончался 5 июня 1806 года и похоронен в Коломне.
С 1779 года был женат на дочери бригадира В. П. Лачинова — Елизавете Васильевне Лачиновой (1763—?).
Награждён орденами — Св. Анны 2-й степени с алмазами, Св. Владимира 3-й и 4-й степеней (с бантом), а также золотыми крестами за взятие Очакова и Измаила.
На рубеже 1990-х и 2000-х годов биография А. Ф. Санти была сфальсифицирована А. М. Горшманом, серийным фальсификатором, который «произвёл» его из майоров в генерал-майоры и «продлил» срок жизни на двадцать лет, «заставив участвовать» в Отечественной войне 1812 года.